# Irene Grandi & Stefano Bollani
Irene Grandi & Stefano Bollani è un album di cover e di due inediti della cantante italiana Irene Grandi e del pianista jazz Stefano Bollani, pubblicato il 23 ottobre 2012 dalle etichette discografiche Carosello e 3esessanta.
L'album debutta alla quinta posizione nella classifica italiana degli album.

## Tracce
CD
1. Viva la pappa col pomodoro (testo: Lina Wertmüller – musica: Nino Rota)
2. Ohlos nos ohlos (Occhi negli occhi) (Francisco Buarque de Hollanda, versione italiana di Stefano Bollani e Irene Grandi)
3. Dream a Little Dream of Me (testo: Gus Kahn – musica: Fabian Andre, Wilbur Schwandt)
4. Costruire (Niccolò Fabi)
5. Come non mi hai visto mai (Cristina Donà, Saverio Lanza)
6. A me me piace 'o blues (Pino Daniele)
7. For Once in My Life (testo: Ron Miller – musica: Orlando Murden)
8. L'arpa della tua anima (testo: Irene Grandi – musica: Stefano Bollani)
9. No Surprises (Radiohead)
10. Roda viva (Francisco Buarque de Hollanda)
11. La gente e me (testo: Sergio Bardotti – musica: Caetano Veloso)
12. Medo de amar (Vinícius de Moraes)
13. Se tu non torni (Bonus track iTunes)

## Classifiche
| Classifica (2012) | Posizione massima |
| ----------------- | ----------------- |
| Italia            | 5                 |